# Prionolejeunea ungulata
Prionolejeunea ungulata là một loài Rêu trong họ Lejeuneaceae. Loài này được Herzog mô tả khoa học đầu tiên năm 1955.